# Afrogryllacris gariazzii
Afrogryllacris gariazzii är en insektsart som först beskrevs av Giglio-tos 1907.  Afrogryllacris gariazzii ingår i släktet Afrogryllacris och familjen Gryllacrididae. Inga underarter finns listade i Catalogue of Life.